# Еренбург (Доња Саксонија)
Еренбург (њем. Ehrenburg) општина је у њемачкој савезној држави Доња Саксонија. Једно је од 47 општинских средишта округа Дипхолц. Према процјени из 2010. у општини је живјело 1.584 становника. Посједује регионалну шифру (AGS) 3251015.

## Географски и демографски подаци
Еренбург се налази у савезној држави Доња Саксонија у округу Дипхолц. Општина се налази на надморској висини од 49 метара. Површина општине износи 49,0 km². У самом мјесту је, према процјени из 2010. године, живјело 1.584 становника. Просјечна густина становништва износи 32 становника/km².